# Кінний спорт на літніх Олімпійських іграх 1964
Змагання з кінного спорту на літніх Олімпійських іграх 1964 в Токіо тривали з 16 до 24 жовтня в Кінно-спортивному парку, Каруїдзаві, а також на Національному стадіоні. В програмі було три види кінного спорту: виїздка, триборство і конкур. Кожен з них поділявся на індивідуальні та командні змагання, тобто загалом розіграно 6 комплектів нагород.

## Медальний залік
| Дисципліни               | Золото | Срібло                                                                                               | Бронза                                                                                                  |
| ------------------------ | --- | --- | --- |
| Індивідуальна виїздка    | Анрі Шаммартен і Wörmann (SUI)                                                                                     | Гаррі Больдт і Remus (EUA)                                                                           | Сергій Філатов і Absent (URS)                                                                           |
| Командна виїздка         | Об'єднана німецька команда (EUA) Гаррі Больдт і Remus Райнер Клімке і Dux Йозеф Некерманн і Antoinette             | Швейцарія (SUI) Анрі Шаммартен і Wörmann Ґустав Фішер і Wald Маріанне Ґосвайлер і Stephan            | СРСР (URS) Сергій Філатов і Absent Іван Кізімов і Ikhor Іван Калита і Moar                              |
| Індивідуальне триборство | Мауро Кекколі і Surbean (ITA)                                                                                      | Карлос Мораторіо і Chalan (ARG)                                                                      | Фріц Ліґґес і Donkosak (EUA)                                                                            |
| Командне триборство      | Італія (ITA) Мауро Кекколі і Surbean Паоло Анджионі і King Джузеппе Равано і Royal Love                            | США (USA) Майкл Пейдж і The Grasshopper Кевін Фрімен і Gallopade Майкл Пламб і Bold Minstrel         | Об'єднана німецька команда (EUA) Фріц Ліґґес і Donkosak Горст Карстен і Condora Ґергард Шульц і Balza X |
| Індивідуальний конкур    | П'єр Жонкер д'Оріола і Lutteur B (FRA)                                                                             | Германн Шрідде і Dozent II (EUA)                                                                     | Петер Робесон і Firecrest (GBR)                                                                         |
| Командний конкур         | Об'єднана німецька команда (EUA) Германн Шрідде і Dozent II Курт Яразінскі і Torro Ганс Ґюнтер Вінклер і Fidelitas | Франція (FRA) П'єр Жонкер д'Оріола і Lutteur B Жану Лефевр і Kenavo D Гі Лефран і Monsieur de Littry | Італія (ITA) П'єро Д'Інцео і Sun Beam Раймондо Д'Інцео і Posillipo Граціано Манчінеллі і Rockette       |

## Таблиця медалей
| Місце               | Країна                           | Золото | Срібло | Бронза | Загалом |
| ------------------- | -------------------------------- | ------ | ------ | ------ | ------- |
| 1                   | Об'єднана німецька команда (EUA) | 2      | 2      | 2      | 6       |
| 2                   | Італія (ITA)                     | 2      | 0      | 1      | 3       |
| 3                   | Франція (FRA)                    | 1      | 1      | 0      | 2       |
| 3                   | Швейцарія (SUI)                  | 1      | 1      | 0      | 2       |
| 5                   | Аргентина (ARG)                  | 0      | 1      | 0      | 1       |
| 5                   | США (USA)                        | 0      | 1      | 0      | 1       |
| 7                   | СРСР (URS)                       | 0      | 0      | 2      | 2       |
| 8                   | Велика Британія (GBR)            | 0      | 0      | 1      | 1       |
| Загалом (8 збірних) | Загалом (8 збірних)              | 6      | 6      | 6      | 18      |